# Бій під Руссою
Бій під Руссою (3 лютого 1456) — головна битва московсько-новгородської війни 1456, яка сталася біля міста Русса (суч. Стара Русса) між московським військом та новгородцями.

## Передісторія
Через спробу новгородців дати притулок політичним противникам великого князя московського та родичам Дмитра Шемяки Василь II Темний вирушив у похід на Новгород.

## Хід битви
Більшість літописів, у тому числі Новгородський і псковські, коротко повідомляють про те, що московські війська в лютому 1456 захопили і пограбували Руссу, а потім вщент розбили новгородське військо, що намагалося звільнити місто. Докладніші описи присутні в Літописі Авраамки, найближчого за часом створення до подій (і на думку фахівців, зокрема Я. З. Лур'є, містить достовірніші відомості), і у Воскресенському літописі, створеному значно пізніше.

### Хід битви по Літописі Авраамки
Літопис Авраамки так описує події.
Взимку 1456 князь Василь Васильович з основними силами і союзними татарськими загонами (під командуванням «царевича Момотяка») пішов на Новгород, а на Руссу направив загін для раптового захоплення міста («вигнану рать»). Цей загін складався з московського війська та татар загальною чисельністю близько п'яти тисяч, а командували ним Семен Карамишев, Басенок та інші воєводи. «Вигнана рать» легко захопила місто і почала грабувати городян і церкви.
Дізнавшись про це, того ж дня з Новгорода до Руссі висунулися князь Василь Васильович Низовський зі своїм двором, новгородський посадник Іван Лукинич Щока та тисяцькі Василь Пантелійович та Єсиф Васильович Носов, а з ними нечисленне військо з бояр, житих та «молодих» людей. Вони перетнули озеро Ільмень і зупинилися ночувати у Взваді. Вранці наступного дня новгородці підійшли до Руссі і вступили в бій з московсько-татарським військом, що висунулося назустріч, на околиці міста біля «церкви Іллі Святого, на городах». Москвичі і татари не витримали тиску (чи вирішили зімітувати втечу) і втративши (за словами літописця) 50 чоловік, побігли в місто, а новгородці переслідували їх по дворах і вулицях. Після цього впевнені у перемозі новгородці захопилися збиранням трофеїв, обладунків та одягу з убитих і не помітили, що з тилу зайшов ще один загін. Татари стали стріляти по конях, що викликало замішання і безладдя в новгородському війську, і разом із московською раттю вдарили з флангів та тилу. Після короткої і кровопролитної битви побіг князь Василь Низовський зі своїми дворянами, а за ним інші новгородці. Під час втечі багато хто був убитий, поранений або полонений.
Серед загиблих згадуються новгородський боярин Єсиф Васильович Носов та син посадника Офонос Богданович, тисяцький Василь Олександрович Казимир був поранений, а кінь під ним був убитий під час битви. У полон потрапив посадник Михайло Туча. Після битви Русса була знову пограбована.

### Хід битви за Воскресенським літописом
Воскресенська літопис, що складений значно пізніше даних подій і розцінюється деякими дослідниками як тенденційніший і менш достовірний в описі цих подій, наводить іншу розповідь.
Московське військо під командуванням воєвод І. В. Оболенського-Стриги та Федора Басенка без бою захопили Руссу. Здобич виявилася велика і воєводи відпустили назад головну частину війська з награбованим, а самі залишилися в Руссі з загоном, що налічував близько 200 чоловік з боярських дітей. Їх несподівано атакувало 5 тисяч новгородських вершників. Спочатку у москвичів виникла паніка, але потім вирішили оборонятися до останнього. Воєводам приписують слова: «Якщо не підемо боротися, то загинемо від свого государя великого князя; краще загинути з честю».
Воєводи Басенек та Стрига відвели своїх воїнів за тин і зайняли там оборону. Глибокий сніг не дозволив новгородській кінноті стрімко атакувати, а тин виявився для недосвідчених вершників непереборною перешкодою. Москвичі помітили, що коні не захищені обладунками. Вони почали стріляти по конях, коні почали шаленіти і збивати вершників. Тяжкі вершники падали в глибокий сніг, під копита своїх коней, стаючи легкою здобиччю для москвичів. Передні лави атакуючих змішалися, а останні поскакали назад. Зазнавши поразки, новгородці відступили. Було полонено багато новгородців, у тому числі посадник Михайло Туча. Новгородський боярин Єсіф Носов був убитий.

## Результат
Новгородці зазнали нищівної поразки і важких втрат, не змогли відновити контроль над Руссою. Це зумовило подальший успіх дій московських військ на півдні новгородської землі: похід на Демян, і взяття містечок Молвотиці і Стерж. В результаті було підписано Яжелбицький договір 1456, за яким Новгород позбавлявся права зовнішніх зносин, вищою судовою інстанцією ставав князь, новгородська вічова печатка замінювалася печаткою Великого князя.